# Amphoe Thanyaburi
Amphoe Thanyaburi  (Thai: อำเภอ ธัญบุรี, Aussprache: ʔāmpʰɤ̄ː tʰān.jáʔ.bū.rīː) ist ein Landkreis (Amphoe – Verwaltungs-Distrikt) der Provinz Pathum Thani in der Zentralregion von Thailand. Die Provinz liegt direkt nördlich von Bangkok und ist ein Teil der Bangkok Metropolitan Region.
Die mit Abstand größte Stadt im Amphoe Thanyaburi ist Rangsit, Verwaltungssitz ist dagegen die Kleinstadt Thanyaburi.

## Geographie

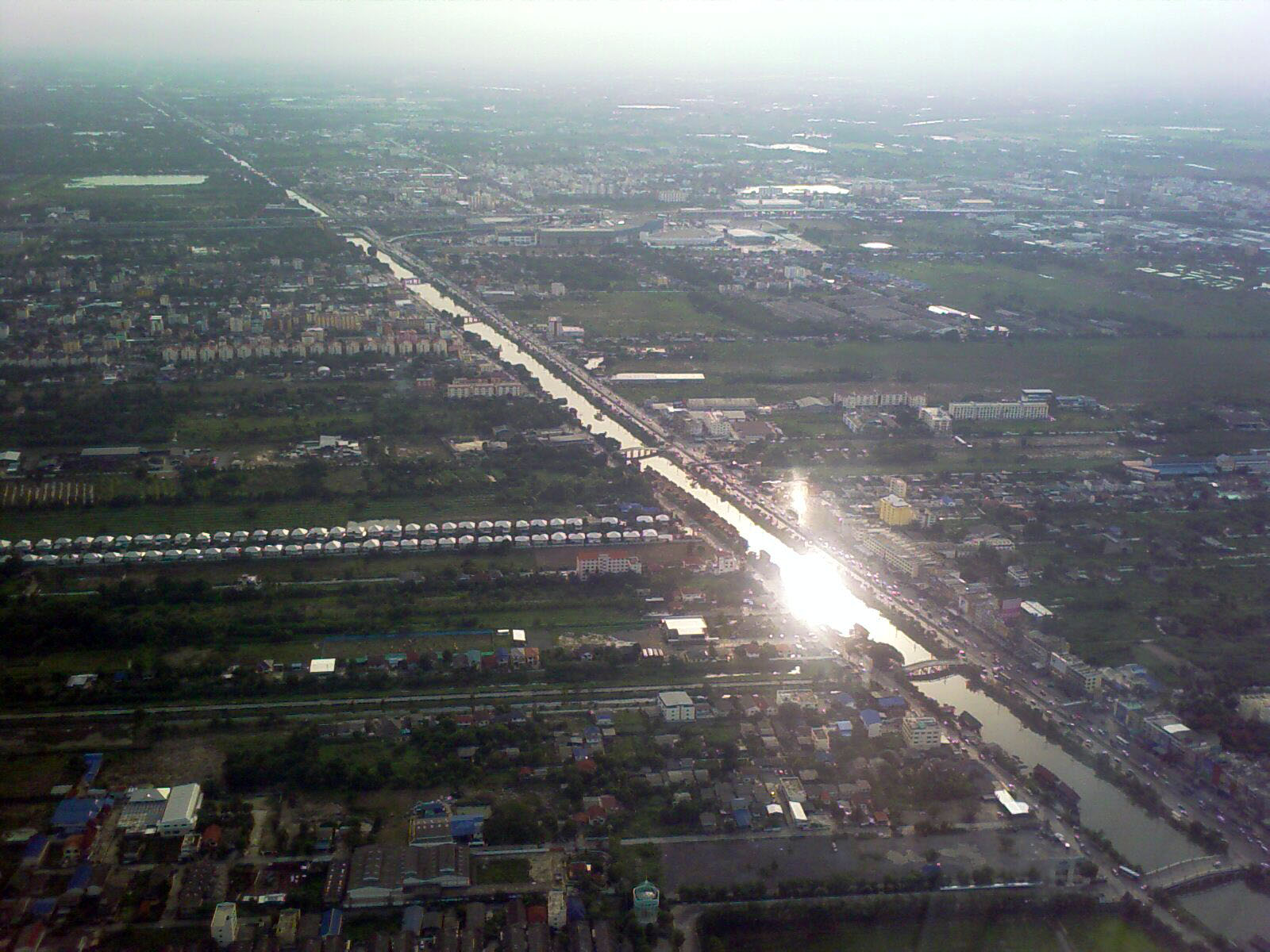
Blick über den Khlong Rangsit

Amphoe Thanyaburi hat eine sehr langgestreckte Form. Es erstreckt sich auf einer Länge von etwa 35 Kilometern und einer Breite von jeweils 1,5 Kilometern links und rechts des Rangsit-Kanals und der parallel verlaufenden Straße Rangsit–Nakhon Nayok.
Thanyaburi liegt im östlichen Teil der Tiefebene des Mae Nam Chao Phraya (Chao-Phraya-Fluss), welcher hier Thung Luang genannt wurde.
Die Haupt-Wasserressource von Thanyaburi ist der Khlong Rangsit. Er war der erste Kanal (Khlong) in Siam, der nur zu Bewässerungs-Zwecken erbaut wurde.
Angrenzende Bezirke sind (von Norden im Uhrzeigersinn): die Amphoe Khlong Luang und Nong Suea der Provinz Pathum Thani, Amphoe Ongkharak der Provinz Nakhon Nayok sowie die Amphoe Lam Luk Ka und Mueang Pathum Thani wiederum in Pathum Thani.

## Wirtschaft

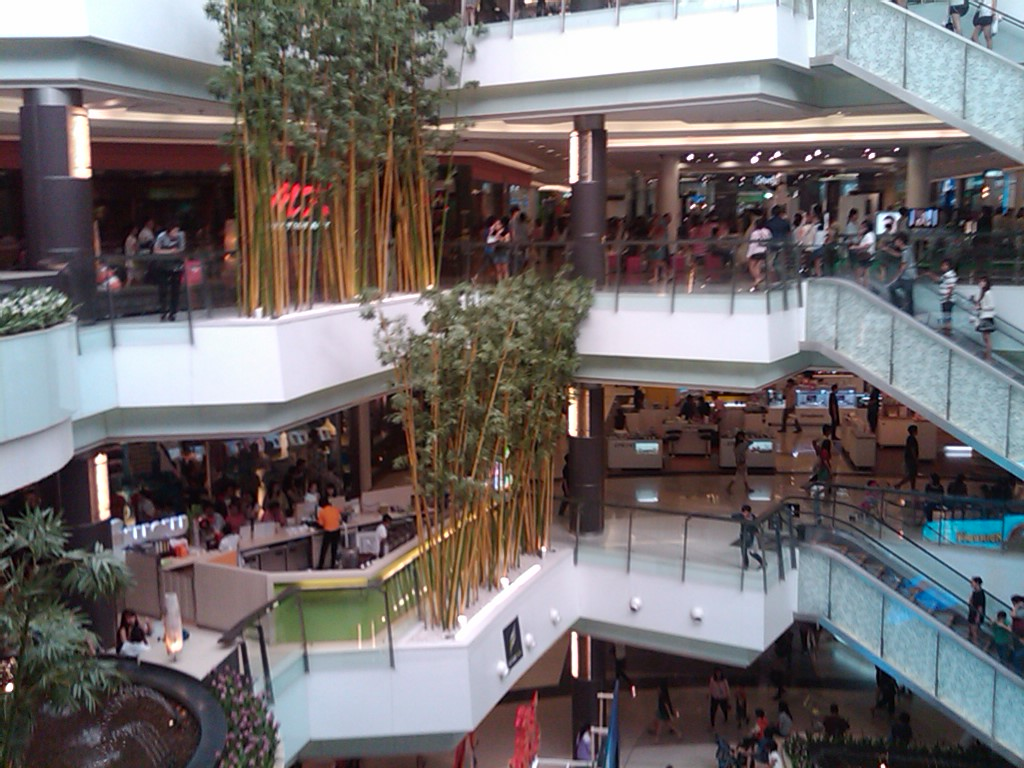
Innenansicht Future Park

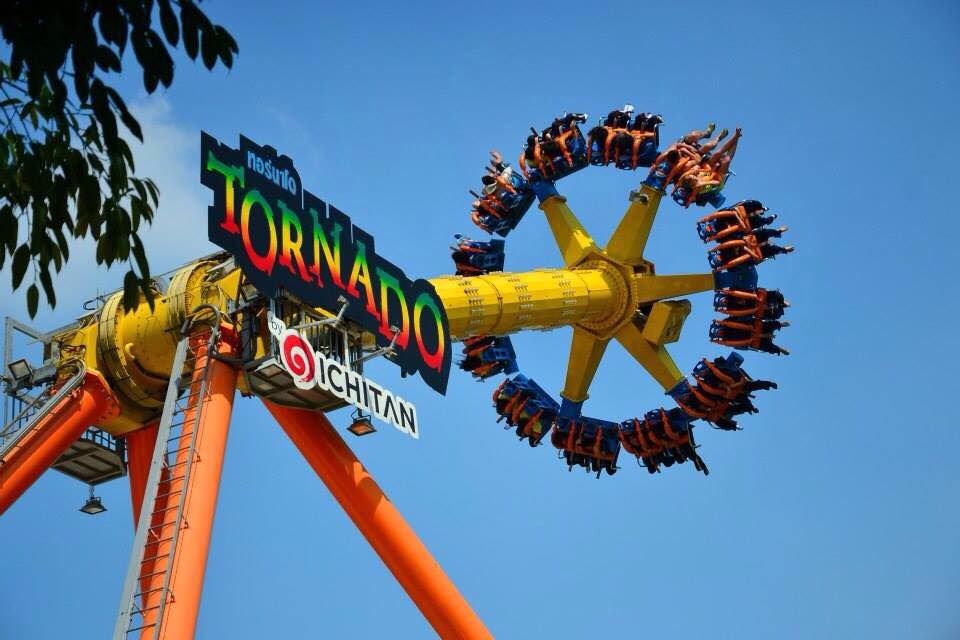
Fahrgeschäft Tornado im Dream World

- Future Park Rangsit – eröffnet am 17. März 1995 ist der Future Park angeblich das größte Einkaufszentrum Asiens, in dem sich neben den acht größten Banken Thailands etwa 70 Restaurants, ein Postamt, mehrere Kinos und unzählige kleinere Einzelhandels-Geschäfte versammeln. Auch Niederlassungen der wichtigsten Kaufhausketten Thailands, wie Central, Robinson, Big C und TOPS sind hier anzutreffen. Am Wochenende sollen bis zu 150.000 Menschen hierher zum Einkaufen und Entspannen kommen.
- Im Amphoe Thanyaburi befindet sich außerdem der Freizeitpark Dream World.

## Verkehr
Durch den Landkreis führen die folgenden wichtigen Straßenverbindungen:
- Die Pahonyothin-Schnellstraße (ถนนพหลโยธิน – Thanon Phahonyothin), die als Nationalstraße 1 (ทางหลวง แผ่นดิน หมายเลข 1) die Hauptstadt Bangkok mit Nordthailand und der Nordostregion von Thailand, dem so genannten Isan, verbindet.
- Die Outer Bangkok Ring Road (Nationalstraße 9, ทางหลวงพิเศษ หมายเลข 9), eine Autobahn, die als weiträumige Umgehungsstraße für Bangkok dient.
- Die Nationalstraße 305 als Verbindung zwischen der Nationalstraße 1 und Nakhon Nayok.

## Geschichte
Müang Thanyaburi wurde 1901 auf Geheiß von König Chulalongkorn (Rama V.) gegründet. Der Name bedeutet etwa Reis-Stadt. Gleichzeitig ließ König Chulalongkorn Min Buri (Fisch-Stadt) als Zwillingsstadt gründen. Dies erfolgte im Rahmen der Entwicklung des Rangsit-Gebiets nördlich von Bangkok. Diese bekam durch ein Projekt der privaten Siam Land, Canals, and Irrigation Company in den 1890er-Jahren das modernste Bewässerungssystem des Landes. In der Folgezeit stiegen die Landpreise rasant und es kam zum massenhaften Zuzug von Landwirten und Arbeitskräften.

## Ausbildung
- Technische Universität Rajamangala Thanyaburi
- Fachhochschule für Verwaltung
- Eastern Asia University
- Campus Bangkok der Sporthochschule (Institute of Physical Education)

## Sport
- Leo Stadium, Heimstadion des FC Bangkok Glass
- Sportstadion zur Feier des 60. Geburtstages von Königin Sirikit

## Verwaltung

### Provinzverwaltung
Der Landkreis Thanyaburi ist in sechs Tambon („Unterbezirke“ oder „Gemeinden“) eingeteilt, die sich weiter in 28 Muban („Dörfer“) unterteilen.
| Nr. | Name          | Thai      | Muban | Einw.  |
| --- | ------------- | --------- | ----- | ------ |
| 01. | Prachathipat  | ประชาธิปัตย์ | 0-    | 78.942 |
| 02. | Bueng Yitho   | บึงยี่โถ     | 04    | 31.028 |
| 03. | Rangsit       | รังสิต      | 04    | 22.408 |
| 04. | Lam Phak Kut  | ลำผักกูด    | 04    | 35.261 |
| 05. | Bueng Sanan   | บึงสนั่น     | 0-    | 10.537 |
| 06. | Bueng Nam Rak | บึงน้ำรักษ์   | 0-    | 17.487 |

Hinweis: Die Daten der Muban liegen zum Teil noch nicht vor.

### Lokalverwaltung
Es gibt eine Kommune mit „Großstadt“-Status (Thesaban Nakhon) im Landkreis:
- Rangsit (เทศบาลนครรังสิต) bestehend aus dem kompletten Tambon Prachathipat.

Es gibt zwei Kommunen mit „Stadt“-Status (Thesaban Mueang) im Landkreis:
- Sanan Rak (Thai: เทศบาลเมืองสนั่นรักษ์) bestehend aus den kompletten Tambon Bueng Sanan, Bueng Nam Rak.
- Bueng Yitho (เทศบาลเมืองบึงยี่โถ) bestehend aus dem kompletten Tambon Bueng Yitho.

Es gibt eine Kommune mit „Kleinstadt“-Status (Thesaban Tambon) im Landkreis:
- Thanyaburi (เทศบาลตำบลธัญบุรี) bestehend aus den kompletten Tambon Rangsit und Lam Phak Kut.